# Gare de Walbourg
La gare de Walbourg est une gare ferroviaire française de la ligne de Vendenheim à Wissembourg, située sur le territoire de la commune de Walbourg dans la collectivité européenne d'Alsace, en région Grand Est.
Elle est mise en service en 1855 par la Compagnie des chemins de fer de l'Est (Est).
C'est une halte voyageurs de la Société nationale des chemins de fer français (SNCF) du réseau TER Grand Est, desservie par des trains express régionaux.

## Situation ferroviaire
Établie à 159 mètres d'altitude, la gare de Walbourg est située au point kilométrique (PK) 32,709 de la ligne de Vendenheim à Wissembourg (section à voie unique), entre les gares de Haguenau et de Hoelschloch.
Ancienne gare de bifurcation, elle était également située au PK 11,848 de la ligne de Mertzwiller à Seltz et constituait l'origine, au PK 0,000, de la ligne de Walbourg à Lembach. Ces deux lignes sont déclassées et déposées.

## Histoire
La station de Walbourg est mise en service le 23 octobre 1855 par la Compagnie des chemins de fer de l'Est (Est), lorsqu'elle ouvre à l'exploitation second section, de Haguenau à Wissembourg, de son chemin de fer de Strasbourg à Wissembourg.
En 2014, c'est une gare voyageurs d'intérêt local (catégorie C : moins de 100 000 voyageurs par an de 2010 à 2011), qui dispose d'un quai (section à voie unique) et un abri.

## Fréquentation
De 2015 à 2024, selon les estimations de la SNCF, la fréquentation annuelle de la gare s'élève aux nombres indiqués dans le tableau ci-dessous.
| Année     | 2015   | 2016   | 2017   | 2018   | 2019   | 2020   | 2021   | 2022   | 2023   | 2024   |
| --------- | ------ | ------ | ------ | ------ | ------ | ------ | ------ | ------ | ------ | ------ |
| Voyageurs | 39 264 | 35 223 | 39 017 | 41 875 | 43 834 | 24 737 | 29 430 | 38 124 | 43 842 | 42 141 |

## Service des voyageurs

### Accueil
Halte SNCF, c'est un point d'arrêt non géré (PANG) à accès libre. Elle est équipée d'automates pour l'achat de titres de transport.

### Desserte
Walbourg est une halte voyageurs du réseau TER Grand Est, desservie par des trains express régionaux la relation Strasbourg - Wissembourg (ligne 34).

### Intermodalité
Un parc pour les vélos et un parking pour les véhicules y sont aménagés.